# 1986-os labdarúgó-világbajnokság-selejtező (UEFA – 1. csoport)
Az 1986-os labdarúgó-világbajnokság európai 1. selejtezőcsoportjának mérkőzéseit, és a csoport végeredményét tartalmazó lapja. A csoportban körmérkőzéses, oda-visszavágós rendszerben játszottak egymással a labdarúgó-válogatottak. A selejtezőket 1984. október 17. és 1985. október 30. között rendezték. A csoport győztese automatikus résztvevője lett az 1986-os labdarúgó-világbajnokságnak.
A csoportban Albánia, Belgium, Görögország és Lengyelország szerepelt.
Lengyelország végzett az első helyen és kijutott az 1986-os világbajnokságra, míg a második helyet Belgium szerezte meg és pótselejtezőt játszhatott .

## Tabella
| Hely. | Csapat        | M | Gy | D | V | G+ | G– | Gk | P | Továbbjutás                          |     | Lengyelország | Belgium | Albánia | Görögország |
| ----- | ------------- | - | -- | - | - | -- | -- | -- | - | ------------------------------------ | --- | ------------- | ------- | ------- | ----------- |
| 1.    | Lengyelország | 6 | 3  | 2 | 1 | 10 | 6  | +4 | 8 | Kijutott az 1986-os világbajnokságra |     | —             | 0–0     | 2–2     | 3–1         |
| 2.    | Belgium       | 6 | 3  | 2 | 1 | 7  | 3  | +4 | 8 | Pótselejtező                         |     | 2–0           | —       | 3–1     | 2–0         |
| 3.    | Albánia       | 6 | 1  | 2 | 3 | 6  | 9  | −3 | 4 |                                      |     | 0–1           | 2–0     | —       | 1–1         |
| 4.    | Görögország   | 6 | 1  | 2 | 3 | 5  | 10 | −5 | 4 |                                      | 1–4 | 0–0           | 2–0     | —       |             |

## Mérkőzések
| 1984. október 17. |

| Belgium                               | 3–1         | Albánia   |
| ------------------------------------- | ----------- | --------- |
| Claesen 59' Scifo 84' Voordeckers 88' | Jegyzőkönyv | Omuri 71' |

| Heysel Stadion, Brüsszel Nézőszám: 8,978 Játékvezető: Arto Ravander (finn) |

| 1984. október 17. |

| Lengyelország                     | 3–1         | Görögország     |
| --------------------------------- | ----------- | --------------- |
| Smolarek 62' Dziekanowski 65' 79' | Jegyzőkönyv | Mitrópulosz 35' |

| Górnik Zabrze Stadion, Zabrze Nézőszám: 13,888 Játékvezető: Svein Thime (norvég) |

| 1984. október 31. |

| Lengyelország           | 2–2         | Albánia            |
| ----------------------- | ----------- | ------------------ |
| Smolarek 23' Pałasz 80' | Jegyzőkönyv | Omuri 55' Kola 75' |

| Stadion Stali Mielec, Mielec Nézőszám: 24,500 Játékvezető: Bruno Galler (svájci) |

| 1984. december 19. |

| Görögország | 0–0         | Belgium |
| ----------- | ----------- | ------- |
|             | Jegyzőkönyv |         |

| Olimpiai Stadion, Athén Nézőszám: 23,198 Játékvezető: Heinz Fahnler (osztrák) |

| 1984. december 22. |

| Albánia            | 2–0         | Belgium |
| ------------------ | ----------- | ------- |
| Josa 69' Minga 86' | Jegyzőkönyv |         |

| Qemal Stafa Stadion, Tirana Nézőszám: 19,802 Játékvezető: Victoriano Arminio (spanyol) |

| 1985. február 27. |

| Görögország                | 2–0         | Albánia |
| -------------------------- | ----------- | ------- |
| Szaravákosz 9' Antoníu 37' | Jegyzőkönyv |         |

| Olimpiai Stadion, Athén Nézőszám: 8,133 Játékvezető: Ioan Igna (román) |

| 1985. március 27. |

| Belgium                   | 2–0         | Görögország |
| ------------------------- | ----------- | ----------- |
| Vercauteren 69' Scifo 89' | Jegyzőkönyv |             |

| Heysel Stadion, Brüsszel Nézőszám: 31,203 Játékvezető: Keith Hackett (angol) |

| 1985. május 1. |

| Belgium                         | 2–0         | Lengyelország |
| ------------------------------- | ----------- | ------------- |
| Vandenbergh 30' Vercauteren 53' | Jegyzőkönyv |               |

| Heysel Stadion, Brüsszel Nézőszám: 48,310 Játékvezető: Malcolm Moffatt (északír) |

| 1985. május 19. |

| Görögország       | 1–4         | Lengyelország                                          |
| ----------------- | ----------- | ------------------------------------------------------ |
| Anasztópulosz 47' | Jegyzőkönyv | Smolarek 25' Ostrowski 58' Boniek 78' Dziekanowski 90' |

| Olimpiai Stadion, Athén Nézőszám: 29,731 Játékvezető: Zoran Petrovic (jugoszláv) |

| 1985. május 30. |

| Albánia | 0–1         | Lengyelország |
| ------- | ----------- | ------------- |
|         | Jegyzőkönyv | Boniek 24'    |

| Qemal Stafa Stadion, Tirana Nézőszám: 19,793 Játékvezető: Jordan Zezov (bolgár) |

| 1985. szeptember 11. |

| Lengyelország | 0–0         | Belgium |
| ------------- | ----------- | ------- |
|               | Jegyzőkönyv |         |

| Sziléziai Stadion, Chorzów Nézőszám: 68,978 Játékvezető: Bob Valentine (skót) |

| 1985. október 30. |

| Albánia   | 1–1         | Görögország     |
| --------- | ----------- | --------------- |
| Omuri 24' | Jegyzőkönyv | Szkartádosz 54' |

| Qemal Stafa Stadion, Tirana Nézőszám: 17,000 Játékvezető: Raul Fernandes Nazare (portugál) |

## Góllövőlista
|  |  |